# Taz (Looney Tunes)
Taz, o el Demonio de Tasmania o Diablo de Tasmania, es un dibujo animado presentado en la serie Looney Tunes. Hizo su debut en 1954 en el corto Devil May Hare y contando este solo apareció cinco veces antes de que el estudio de animación de que producía los cortometrajes (Warner Bros. Animation Studio) cerrara, pero la mercadotecnia y las apariciones en televisión posteriores le dieron popularidad en los años noventa, gracias a su serie propia llamada Tazmania, y otras apariciones posteriores en animación y videojuegos, lo que lo ha convertido en uno de los más reconocibles miembros de los Looney Tunes.

## Personaje
El demonio de Tasmania era, en general, un antagonista de los gags de Bugs Bunny o el Pato Lucas y aparecía cuando estos se extraviaban y acababan en Australia o cuando él huía del zoológico o transporte en que era mantenido, allí comenzaba a cazar al protagonista quien debía intentar calmarlo y engañarlo para ponerse a salvo.
Taz es un personaje salvaje y primitivo, puede caminar en dos pies, pero es incapaz de hablar y se comunica gruñendo y gritando enfurecidamente. Su forma difiere mucho del animal real; Taz posee dos piernas cortas y arqueadas, brazos largos y delgados con un cuerpo en forma de triángulo invertido donde no se diferencia la base de su cabeza del inicio de su torso, sus brazos nacen de algún lugar entre sus mejillas y sus orejas, su pelaje es marrón oscuro excepto en su estómago donde se aclara hasta volverse beige, sobre sus orejas un par de mechones arqueados toman la forma de una pequeña cornamenta y posee una pequeña cola.
Su forma característica de moverse y atacar es girar sobre sí mismo a una velocidad enorme que lo hace parecer un pequeño tornado en donde ocasionalmente se divisa su mano o pie rotando caóticamente, cuando embiste en esta forma es capaz de perforar rocas y gruesos troncos sin desacelerar su marcha y en caso de atacar a una persona o animal estos giran algunos instantes dentro y posteriormente son escupidos con la ropa o el pelaje destrozados y bastante golpeados.
En un inicio solo se le llamaba genéricamente El demonio de Tasmania, pero en la década de 1990 con la aparición de la serie animada Tazmania se popularizó llamarlo Taz, apelativo que perduraría más allá de la serie entre los fanáticos. En esta serie se muestra que en realidad vive con su familia, donde es mayor de tres hijos, con un padre y una madre profesionales, siendo el arquetipo de la familia suburbana de clase media-alta estadounidense. Según esta serie los demonios de Tasmania son seres civilizados, socialmente modernos y de gustos sofisticados, sin embargo Taz es una excepción a la regla, rechazando usar ropa o hablar y mostrando un comportamiento salvaje, aunque es muy apegado a su familia, siendo un hijo obediente y un hermano mayor tolerante y sobreprotector sobre todo con el menor, quien lo ve como una imagen que admirar.
En el año 2011 reaparecería nuevamente en el Show de los Looney Tunes, donde escapa del Zoo local y es encontrado por Bugs, quien lo confunde con un perro callejero, lo adopta y acaba domesticándolo, por lo que a pesar de que posteriormente descubren que es un demonio de Tasmania él mismo decide quedarse a vivir allí como el perro guardián de Bugs, en una casa para perros en el patio, por lo general adora a Bugs y respeta a Speedy Gonzales ya que este se comporta como César Millán en su presencia, sin embargo tiene una relación conflictiva con Lucas, a quien en más de una ocasión ha hecho pasar malos ratos al atacarlo, lo mismo que a cualquier vecino o desconocido que intente entrar sin permiso o que caiga en el patio.

## Creación
Robert McKimson basó el personaje en el animal llamado demonio de Tasmania (Sarcophilus harrisii), pero la más notable semejanza del personaje con el animal de verdad es el apetito feroz que tiene. Girando como un tornado, suena como si hubiera muchos motores sonando al mismo tiempo, El demonio devora todo, animado o inanimado, y sus esfuerzos por encontrar siempre más comida son la idea central de sus caricaturas.
Después de un tiempo, el productor Edward Selzer, cabeza del Warner Bros. Animation Studio, ordenó a Robert McKimson que dejara de producir el personaje porque era "muy desagradable". Tras un tiempo sin nuevos capítulos de Taz, Jack Warner comenzó a preguntarse el por qué de la eliminación. Él mismo salvó al personaje, al decir a Selzer que había recibido "Cajas y cajas" de cartas que pedían que el Demonio volviera a la televisión.
McKimson hizo parejas de Taz con el Pato Lucas y Bugs Bunny, como el capítulo en que Bugs se vestía de Sra. Taz, para entregarle unos explosivos.

## Marketing
Después de que Warner Bros, cerrara el estudio de animación en 1964, el demonio de Tasmania se convirtió en un personaje favorito de muchas personas, ganando más popularidad cuando Looney Tunes entró a la televisión. A fines de los ochenta y principio de los noventa, Warner publicitó y promovíó mucho a este personaje, es por esto que Taz aparece más en tazas, playeras e incluso videojuegos que Elmer o Porky.

### Videojuegos
1. Taz (1983) para Atari 2600.
2. Taz-Mania (1992) para Sega Mega Drive, Sega Master System y Sega Game Gear.
3. Taz-Mania (1993) para Snes.
4. Taz-Mania (1994) para Game Boy.
5. Taz in Escape from Mars (1994) para Sega Mega Drive, Sega Game Gear y Sega Master System.
6. Bugs Bunny & Taz: La Espiral del Tiempo (2000) para PlayStation y Windows.
7. Taz Express (2000) para Nintendo 64.
8. Taz: Wanted (2002) para PlayStation 2, GameCube, Xbox y Windows.

## Apariciones
- Tazmania (serie animada, 1991-1996)
- Space Jam (película, 1996)
- Baby Looney Tunes (serie animada, 2002-2007)
- Looney Tunes: Back in Action (película, 2003)
- Duck Dodgers (serie animada, 2003-2005)
- The Looney Tunes Show (serie animada, 2011-2014).
- Space Jam: A New Legacy (película, 2021)